# James Blish
James Blish (n. 23 mai 1921, East Orange, New Jersey, SUA – d. 30 iulie 1975, Henley-on-Thames, Anglia, Regatul Unit) a fost un scriitor american de literatură științifico-fantastică, fantezie. El a scris și critică literară sub pseudonimul William Atheling Jr.

## Viața
Blish s-a născut pe 23 mai 1921 în East Orange, New Jersey, fiind singurul copil al lui Asa Rhodes Blish și Dorothea Schneewind Blish.
La sfârșitul anilor '30 și începutul anilor '40, el a fost membru al cenaclului Futurians. Debutul în lumea literară SF și l-a făcut cu două povestiri publicate de Frederik Pohl în Super Science Stories, "Emergency Refueling" (martie 1940) și "Bequest of the Angel" (mai 1940). Între 1941 și 1942 a mai publicat zece povestiri, dar în următorii cinci ani avea să-i mai apară doar două.
Blish s-a specializat în biologie în cadrul universităților Rutgers și Columbia, petrecându-și perioada 1942–1944 ca tehnician medical în Armata Statelor Unite ale Americii. După război, a devenit editor științific al companiei farmaceutice Pfizer. Cariera sa scriitoricească a cunoscut un succes tot mai mare, ceea ce l-a determinat să renunțe la slujbă și să devină scriitor profesionist.
Este creditat cu inventarea termenului gigant gazos în povestirea "Solar Plexus", apărută în antologia Beyond Human Ken editată de Judith Merril. Povestirea fusese publicată pentru prima oară în 1941, dar acea versiune nu conținea termenul. Blish l-a adăugat atunci când a rescris-o pentru antologie, care a apărut abia în 1952.
Între 1962 și 1968, Blish a lucrat pentru Tobacco Institute.
Între 1967 și moartea sa, survenită în 1975, Blish a scris culegeri de povestiri autorizate bazate pe serialul de televiziune din anii '60 Star Trek, iar în 1970 a publicat Spock Must Die!, primul roman original pentru adulți bazat pe serie. În total, episoadele au fost adaptate în 11 volume. Blish a murit pe când era la jumătatea volumului Star Trek 12, cartea fiind finalizată de a doua sa soție, J. A. (Judith Ann) Lawrence, care avea să completeze ulterior și adaptarea în volum Mudd's Angels.
Arhiva cărților și documentelor lui Blish este depozitată în Biblioteca Bodleian din Oxford.

## Cariera literară
Poate cea mai cunoscută operă a lui Blish este cea publicată în Astounding Science Fiction și adunată sub titlul Cities in Flight. Seria introduce două concepte - un medicament împotriva îmbătrânirii și un dispozitiv antigravitațional - a căror descoperire permite unor orașe întregi să părăsească Pământul decadent și să plece spre stele în căutarea unor sisteme mai puțin industrializate care să aibă nevoie de serviciile lor. În 1979 s-a vorbit despre o ecranizare a seriei, dar proiectul nu s-a materializat.
The Haertel Scholium este numele sub care au fost adunate o serie de povestiri SF ale lui Blish care prezintă trei tehnologii distincte, inventarea lor și consecințele rezultate din exploatare. Prima este propulsia Haertel, a cărei perfecționare continuă permite omenirii să străbată distanțe tot mai mari din galaxie. A doua, comunicațiile Dirac, permit transmiterea informațiilor cu viteze superluminice. În fine, cea de-a treia permite atingerea nemuririi de către oameni, care au posibilitatea să-și șteargă memoria și să reia ciclul vieții de la zero.
Ținând cont de tehnologia folosită, în această serie se încadrează și romanul Un caz de conștiință, publicat de Blish în 1958 și recompensat cu premiul Hugo în 1959. Cu toate acestea, romanul respectiv a fost încadrat de autor în altă serie, After Such Knowledge, care tratează diferite aspecte ale prețului cunoașterii.
O altă serie cunoscută a lui Blish, formată din povestiri apărute în diverse reviste SF și adunate în volumul The Seedling Stars, o reprezintă Pantropy. Povestirile seriei prezintă modul în care diferite grupuri umane ale căror gene s-au adaptat la mediile unor lumi diferite de a Pământului.
Blish a colaborat cu Norman L. Knight la o serie de povestiri a căror acțiune se petrece într-un viitor cu o populație de mii de ori mai mare ca cea de azi și urmărește eforturile celor care încearcă să organizeze lumea pentru a evita colapsul. Povestirile au fost adunate în volumul A Torrent of Faces.

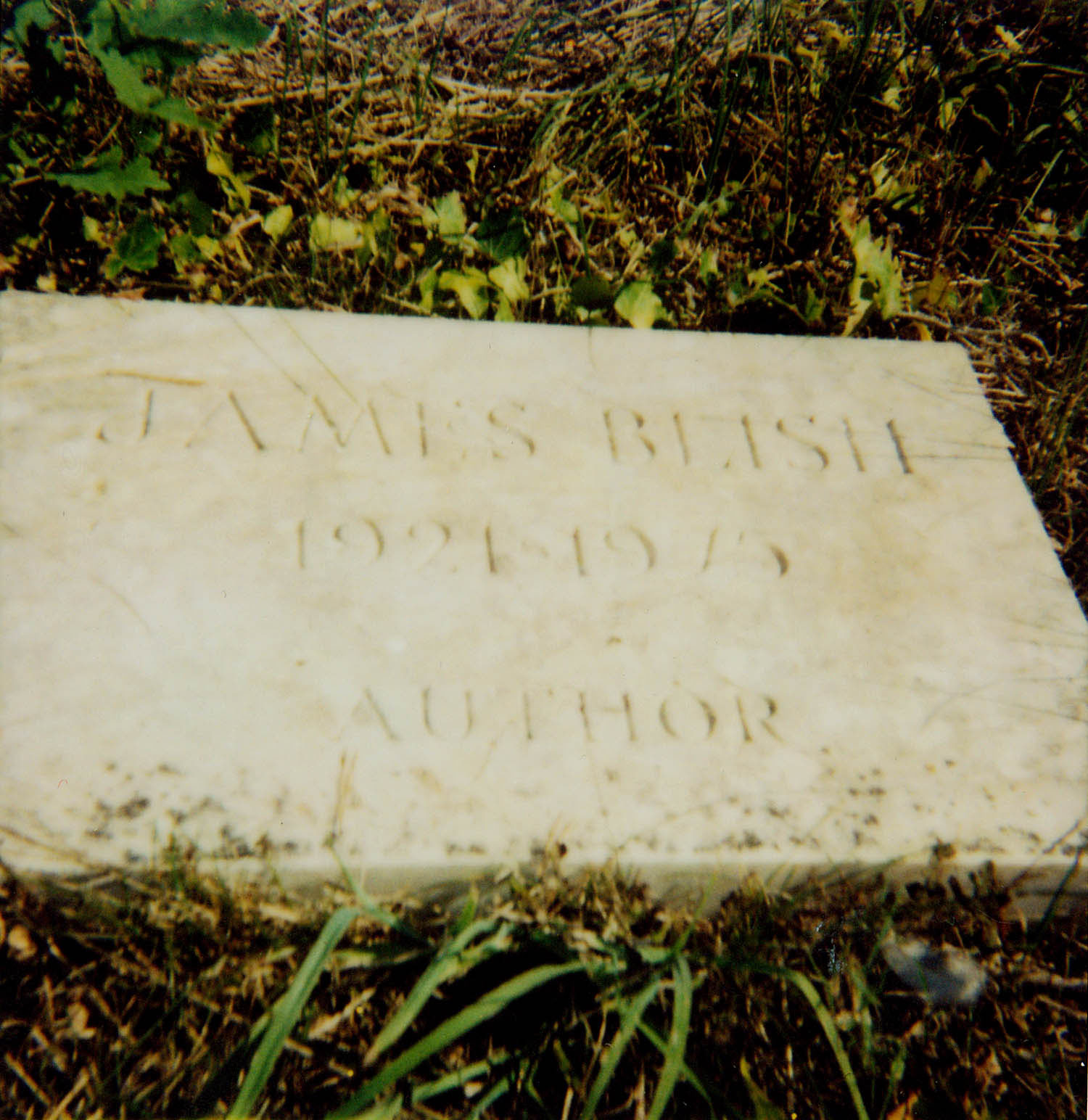
Inscripţia de pe mormântul lui James Blish

## Opera

### SeriaCities in Flight
- They Shall Have Stars (1956) - publicat și sub titlul Year 2018!
- A Life for the Stars (1962)
- Earthman Come Home (1955)
- The Triumph of Time (1958) - publicat și sub titlul A Clash of Cymbals

### SeriaAfter Such Knowledge
- A Case of Conscience (1958)

ro. Un caz de conștiință - editura Cristian, 1993
- Doctor Mirabilis (1964)
- Black Easter (1968)
- The Day After Judgment (1970, 1971)
- The Devil's Day (1990)
- After Such Knowledge (1991) - ediție omnibus care conține toate cele 4 cărți

### SeriaThe Haertel Scholium
- Galactic Cluster (1959) - volum de povestiri
- So Close to Home (1961) - volum de povestiri
- The Star Dwellers (1961)
- Mission to the Heart Stars (1965) — continuarea cărții The Star Dwellers
- Welcome to Mars! (1967)
- Anywhen (1970)
- Midsummer Century (1972)
- A Case of Conscience - datorită tehnologiei prezente în carte, se încadrează și în această serie

### UniversulStar Trek
- Star Trek (1967) - colecție de adaptări după scenariile din Star Trek: Seria originală, reeditată cu titlul Star Trek 1
- Star Trek 2 (1968)
- Star Trek 3 (1969)
- Spock Must Die! (1970) - primul roman Star Trek pentru adulți
- Star Trek 4 (1971)
- Star Trek 5 (1972)
- Star Trek 6 (1972)
- Star Trek 7 (1972)
- Star Trek 8 (1972)
- Star Trek 9 (1973)
- Star Trek 10 (1974)
- Star Trek 11 (1975)
- Star Trek 12 (1977) - cu Judith Ann Lawrence
- Star Trek: The Classic Episodes 1 (1991) - cu Judith Ann Lawrence
- Star Trek: The Classic Episodes 2 (1991) - cu Judith Ann Lawrence
- Star Trek: The Classic Episodes 3 (1991) - cu Judith Ann Lawrence

### Alte romane
- Jack of Eagles (1952)
- The Duplicated Man (1959) - cu R. W. Lowndes
- The Warriors of Day (1953) - o primă versiune, intitulată Sword of Xota (Complete Novel), a apărut în vara anului 1951
- The Frozen Year (1957) - apărut și sub titlul Fallen Star
- VOR (1958) - versiunea extinsă a povestirii "The Weakness of RVOG" (1949) scrisă împreună cu Damon Knight
- Titans' Daughter (1961)
- The Night Shapes (1962)
- A Torrent of Faces (1967) - cu Norman L. Knight
- Welcome to Mars (1967) - literatură pentru tineret
- The Vanished Jet (1968)
- And All the Stars a Stage (1971)
- Midsummer Century (1972) - versiunea extinsă a povestirii omonime apărute în același an în Magazine of Fantasy and Science Fiction
- The Quincunx of Time (1973)

### Alte colecții
- The Seedling Stars (1957)
- Galactic Cluster (1959)
- So Close to Home (1961)
- Best Science Fiction Stories of James Blish (1965) - reeditată în 1977 sub titlul The Testament of Andros
- Anywhen (1970)
- The Best of James Blish (1979)
- Get Out of My Sky and There Shall Be No Darkness (1980) — cuprinde nuveleta horror "There Shall Be No Darkness" după care s-a filmat în 1974 The Beast Must Die! (cunoscut și ca Black Werewolf)
- A Work of Art and other stories (1993) - editată de Francis Lyall
- With All of Love: Selected Poems (1995)
- A Dusk of Idols and other stories (1996) - editată de Francis Lyall
- In This World, or Another (2003)
- Works of Art (2008)
- Flight of Eagles (2009) - editată de James Mann, prefață de Tom Shippey

### Antologii
- New Dreams This Morning (1966)
- Nebula Award Stories No. 5 (1970)
- Thirteen O'Clock and other zero hours (1970)

### Altele
- The Issue at Hand, eseuri critice, Advent:Publishers (1964)

## Vezi și
- Premiul William Atheling Jr